# 小行星21541
小行星21541（21541 Friskop）是一颗绕太阳运转的小行星，为主小行星带小行星。该小行星于1998年8月17日发现。

## 轨道参数
小行星21541的轨道半长轴为2.9623927 UA，离心率为0.048。